# Genuflexión

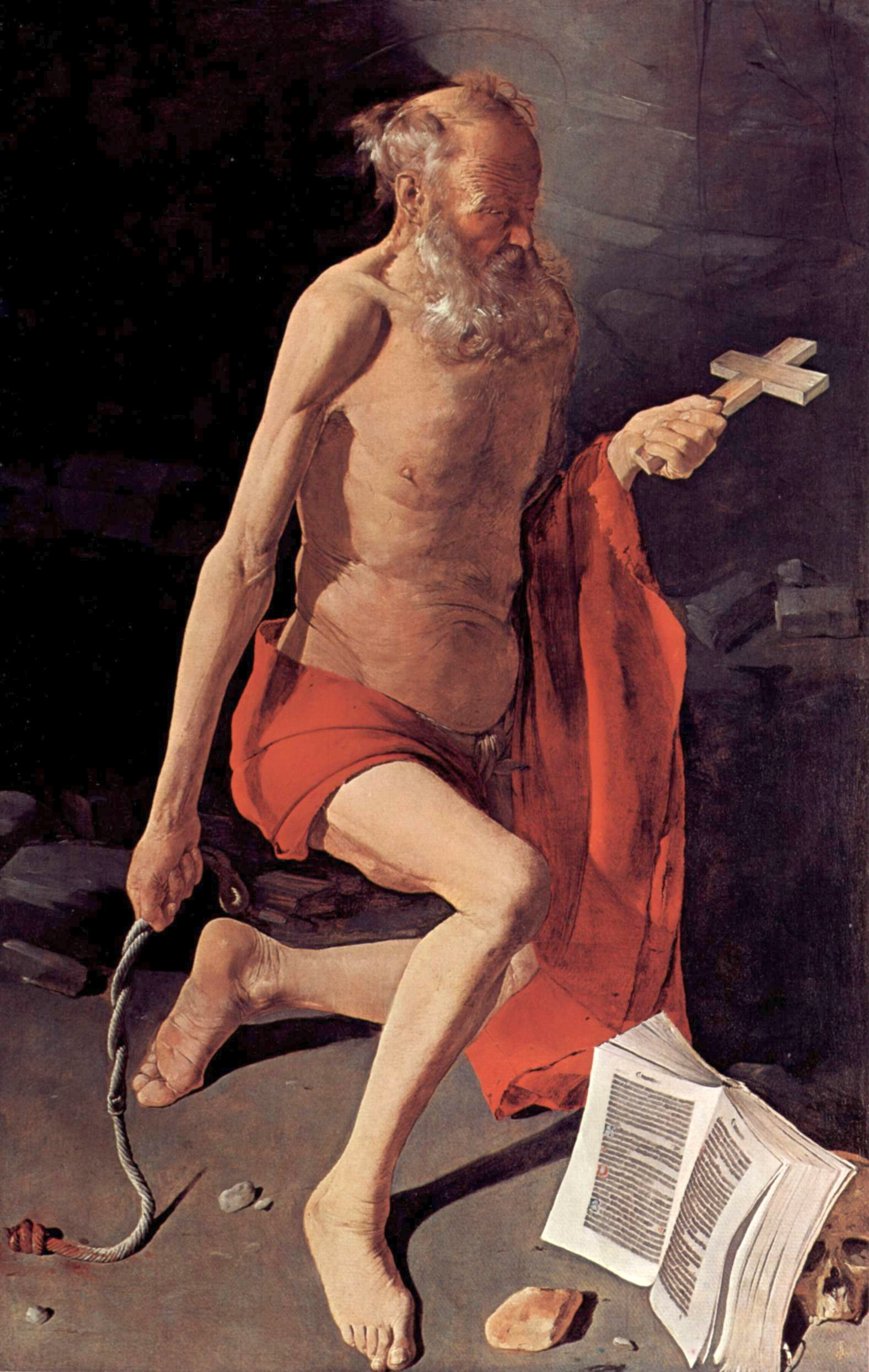
San Jerónimo penitente, obra de Georges La Tour (1593-1652)

La genuflexión es un gesto por medio del cual los fieles cristianos adoran a Jesucristo presente en las especies eucarísticas (el pan y el vino consagrados). En la iglesia latina, este gesto consiste en flexionar brevemente la rodilla derecha hasta el suelo, con el torso erguido, al pasar por frente del sagrario cuando el Santísimo Sacramento está reservado, o al entrar a una iglesia si el sagrario es inmediatamente visible.

## Aplicación

### El sacerdote

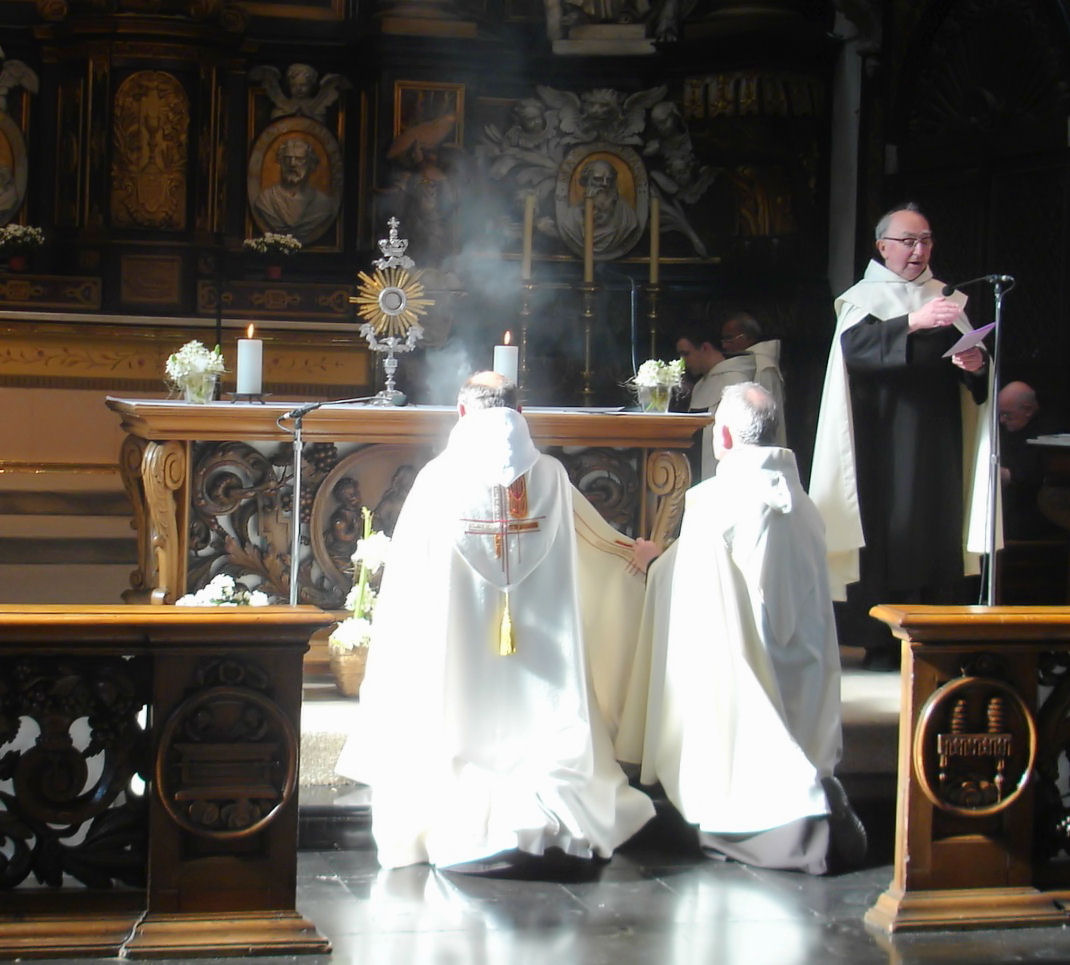
Genuflexión del sacerdote

En la Misa ordinaria el sacerdote y en cuatro ocasiones:
- A su llegada al presbiterio, si el Santísimo está reservado en el sagrario.

- Después de la elevación de la hostia.

- Después de la elevación del cáliz.

- Antes de la comunión.
- Por regla general, siempre que se pase ante el Santísimo Sacramento, tras la consagración.

### Los fieles
La genuflexión se realiza al pasar delante del sagrario como signo de respeto. Durante la Misa, solo los ministros no tienen obligación de hacer la genuflexión, antes de la consagración —los fieles deberán hacerla siempre que pasen frente al sagrario—.
Durante ciertos momentos, los fieles se arrodillan (i.e., con ambas rodillas), como la consagración, o el Credo y el Evangelio en ciertas fiestas. Opcionalmente, siempre que toda la asamblea se comporte uniformemente, pueden arrodillarse durante toda la plegaria eucarística —hasta la doxología— y cuando el presbítero dice: «Este es el Cordero de Dios», antes de la comunión. Pero arrodillarse es un gesto distinto a la genuflexión.
También se utiliza la genuflexión, tanto en la Liturgia como fuera de ella, como signo de adoración de la Cruz de Cristo, desde los Oficios de Viernes Santo, inclusive, hasta la Vigilia pascual, exclusive.

### Ante el Papa

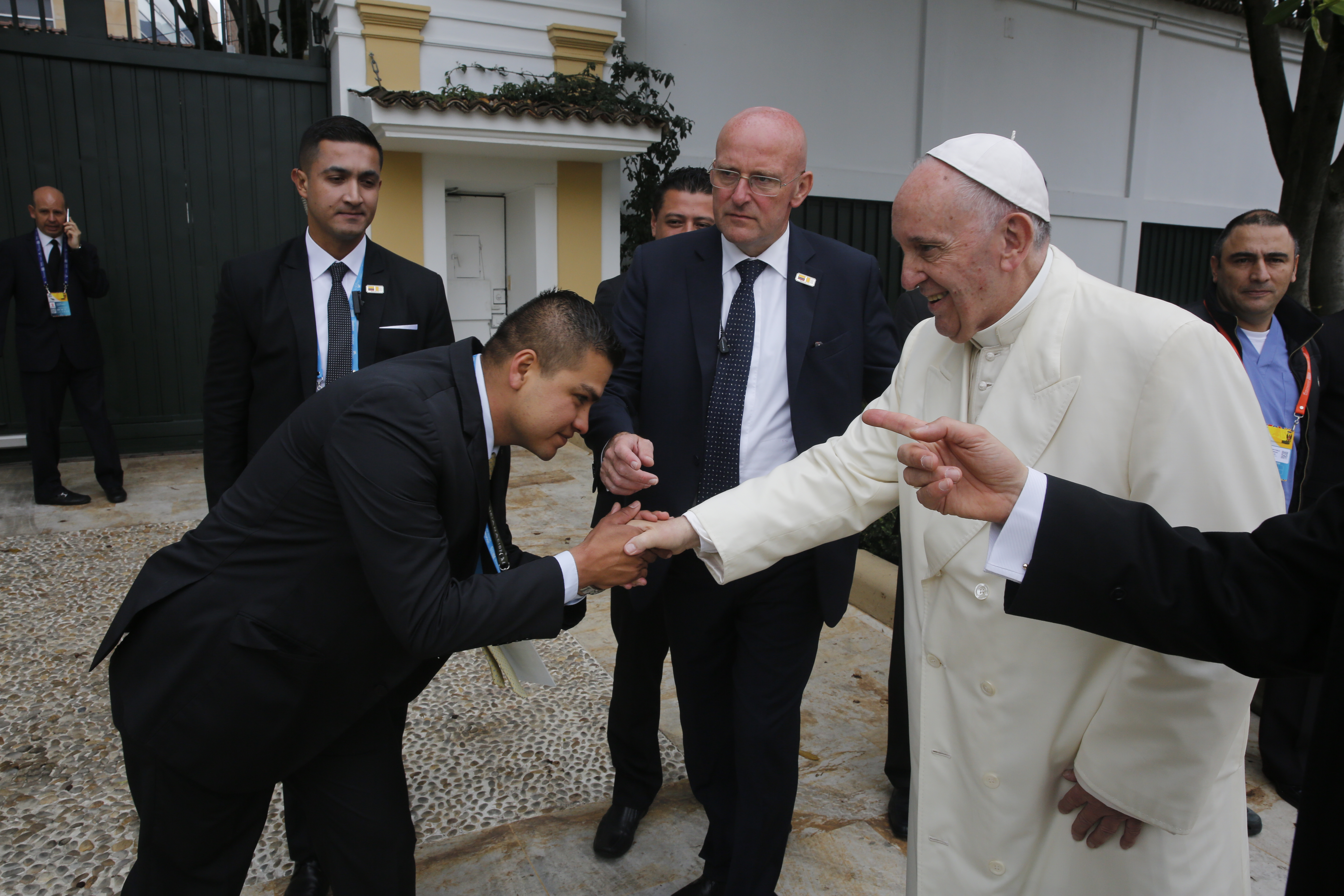
Genuflexión ante el papa

Es costumbre entre los católicos hacer una genuflexión ante el Papa, pero utilizando la rodilla izquierda, para diferenciar el tributo de honor que se le rinde al Pontífice con el culto de adoración que solamente se le puede rendir a Cristo.

### Ante los reyes
Actualmente está cada vez más en desuso por carecer de obligación protocolaria aunque se observa más la educación y el respeto entre las personas con título nobiliario.

## Origen
La genuflexión tiene su origen en la Edad Media, en la ceremonia de la corte del Emperador del Sacro Imperio Romano Germánico. Primero fue una genuflexión del vasallo frente a su señor, luego delante del Obispo y posteriormente frente al Santísimo. 
Algunas grandes órdenes monásticas todavía hoy no hacen la genuflexión, debido a que su fundación es anterior a la introducción de la genuflexión en la liturgia y la práctica privada.

## La inclinación
El gesto de la inclinación profunda del torso se utiliza, fuera de las celebraciones litúrgicas, para venerar un altar en el cual no hay sagrario, al pasar frente a él. Durante la Misa, se realizan otras inclinaciones prescritas por las rúbricas.
- Datos: Q957153
- Multimedia: Genuflection / Q957153